# エルズワース・ハンティントン
エルズワース・ハンティントン（Ellsworth Huntington、1876年9月16日 – 1947年10月17日）は、アメリカ合衆国の地理学者・経済学者。20世紀初頭のイェール大学の地理学の教授を務め、環境決定論・経済成長論・経済地理学の研究で知られる。1917年にアメリカ生態学会（Ecological Society of America）の会長、1923年にアメリカ地理学会の会長、1934年から1938年にかけてアメリカ優生学協会の理事長を務めた。地形輪廻で知られるウィリアム・モーリス・ディヴィスの弟子である。

## 経歴
ハーバード大学とイェール大学で地質学を修める。1897年から1901年にかけてトルコのユーフラテス・カレッジ（Euphrates College）で教鞭を執り、1903年にラファエル・パンペリー（Pumpelly）と、1905年から1906年にバレット（Barrett）とともに中央アジアの探検に出かけた。その体験は『トルキスタンでの探検』（Explorations in Turkestan、1905年刊）と『アジアの鼓動』（The Pulse of Asia、1907年刊）に綴られている。1907年からはイェール大学で地理学の授業を担当し、1915年まで続け、1917年からは同学の研究員として気候学と人文地理学（人類地理学）の研究に主に時間を費やした。1920年になるとハンティントンの著書『アジアの鼓動』（The Pulse of Asia）を読んで数学よりも地理学への興味が高まっていたリチャード・ハーツホーンとの文通が始まり、ハーツホーンにコロンビア大学・ペンシルベニア州立大学・シカゴ大学のいずれかで地理を専攻することを薦め、ハーツホーンはシカゴ大学大学院に進んだ。この時、ハンティントンがイェール大学に来ることを薦めなかったのは、1915年にイェール大学が地理学科を閉鎖し、地理学の教授がハンティントン一人になったためである。
1909年、ハンティントンはパレスチナへのイェール大学の探検隊を率いた。これは、彼の研究課題であった「地質構造、地形形成、現在と過去の気候が人類の進歩と歴史を規定する着実なプロセスと、いかなる物理的環境下においてもほとんど起こり得ない思想システムの発達における無数の部分がこのようにして展開されること」を証明すること、すなわち環境決定論の確証をつかむことを目的としていた。
1941年よりハンティントンはサイクル研究財団（Foundation for the Study of Cycles）の創立時の委員となった。
環境決定論で知られるハンティントンではあるが、晩年には「気候変動は文明の興亡の一条件にすぎない」と述べている。

## 著作

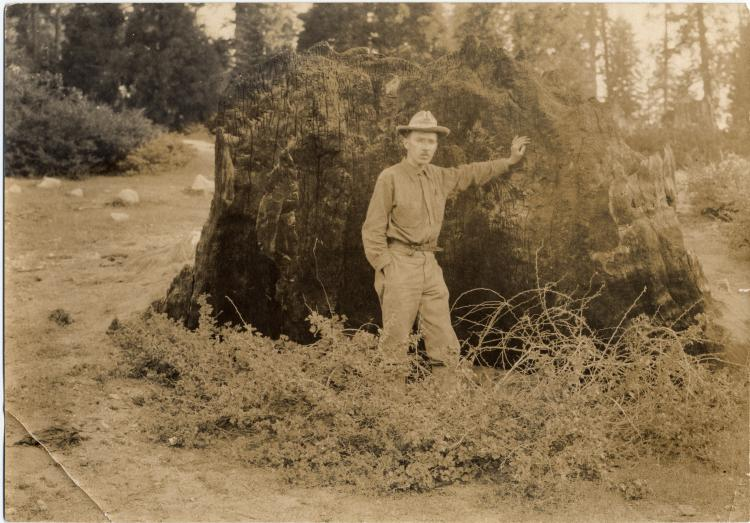
カリフォルニア州ミルスプリングで木の年輪を研究するハンティントン（1911年）

- 『アジアの鼓動：歴史の地理学的基礎で綴る中央アジア旅行』（The Pulse of Asia: A Journey in Central Asia Illustrating the Geographic Basis of History）1907年
- 『パレスチナとその変化』（Palestine and Its Transformation ）1911年
- "気候と歴史の変動"（Changes of Climate and History）American Historical Review.18(2):213-232, 1913年
- 『気候要素』（The Climatic Factor）1914年
- 『文明と気候』（Civilization and Climate）1915年、1924年再版
  - 日本語訳書
    - エルズワース・ハンチングトン 著『気候と文明』中外文化協会、1928年
    - 間崎万里 訳『気候と文明』岩波書店、1938年（岩波文庫）
- "気候変動とローマ陥落の要素としての農業的消耗"（Climatic Change and Agricultural Exhaustion as Elements in the Fall of Rome）Quarterly Journal of Economics.31(2):173-208, 1917年
- 『インディアンの大陸：アメリカ原住民年代記』（The Red Man's Continent: A Chronicle of Aboriginal America）1919年
- 『世界的強国と発展』（World-power and Evolution）1919年
- 『気候変動』Climatic Changes、Stephen Sargent Visherとの共著）1922年
- 『人種の特徴』（The Character Of Races）ISBN 040509955X 1924年
- 『太平洋の西』（West of the Pacific）1925年
- 『人類の居住地』（Human Habitat） (1927)
- "農業生産性と人口の圧力"（Agricultural Productivity and Pressure of Population）Annals of the American Academy of Political and Social Science(International Tensions).198:73-92, 1938年
- 『人文地理学の原理』（Principles of Human Geography、S. W. Cushingとの共編）1940年
- Huntington, Ellsworth (1943). “The geography of human productivity [人間生産性の地理学]”. Annals of the Association of American Geographers (Routledge) 33 (1):  1-31. doi:10.1080/00045604309357242.
- 『文明の推進力』（Mainsprings of Civilization）1945年
  - 日本語訳書
    - 西岡秀雄訳『文明の原動力』実業之日本社、1950年

## 関連文献
- Fonaroff, L Schuyler (1965). “Was Huntington right about human nutrition?”. Annals of the Association of American Geographers (Taylor & Francis) 55 (3):  365-376. doi:10.1111/j.1467-8306.1965.tb00525.x.
- Martin, Geoffrey J. (1973) "Ellsworth Huntington: His Life and Thought"
- Spate, OHK (1974). Ellsworth Huntington: A Geographical Giant. JSTOR. doi:10.2307/1797015.